# Huub Harings
Hubertus Harings, dit Huub Harings (né le 31 janvier 1939 à Scheulder) est un coureur cycliste néerlandais. Spécialisé en cyclo-cross, il a été cinq fois champion des Pays-Bas de cette discipline.

## Palmarès
- 1959
  - 3e étape secteur a de l'Olympia's Tour
- 1961
  - Romsée-Stavelot-Romsée
- 1962
  - Romsée-Stavelot-Romsée
  - 2e du Triptyque ardennais
- 1963
  - Champion des Pays-Bas de cyclo-cross
- 1964
  - 2e du championnat des Pays-Bas de cyclo-cross
- 1965
  - Tour du Condroz
- 1966
  - Champion des Pays-Bas de cyclo-cross
  - 2e de Paris-Luxembourg
- 1967
  - Champion des Pays-Bas de cyclo-cross
- 1968
  - 2e du championnat des Pays-Bas de cyclo-cross
- 1969
  - Champion des Pays-Bas de cyclo-cross
- 1970
  - Champion des Pays-Bas de cyclo-cross
- 1971
  - 3e du championnat des Pays-Bas de cyclo-cross

## Résultats au Tour de France
- 1965 : 32e
- 1966 : hors délais (16e étape)
- 1967 : 75e
- 1970 : abandon (2e étape)